# 파나마의 대통령
파나마 공화국의 대통령(스페인어: Presidente de la República de Panamá)은 파나마의 국가원수이다. 임기는 5년이며, 재선이 불가능하다. 현재 대통령은 2024년 7월 1일에 취임한 호세 라울 물리노이다.